# Калофер Русев
Калофер Русев е български писател. Книгите му са симбиоза от криминален и исторически роман, с мистификация и фолклорно-легендарни мотиви.

## Биография и творчество
Роден е през 1970 г. в София. Завършил е Софийския университет „Св. Климент Охридски“ със специалност „Българска филология – учител по български език и литература“. Дългогодишен служител на МВР.
Романите му са включени във фондовете на големи международни библиотеки като Конгресна библиотека – Вашингтон, Руска държавна библиотека – Москва, Национална библиотека – Киев, Народна библиотека – Нови Сад и други.
Би могло да се предположи, че криминалния сюжет в романите на Русев, е почерпен от опита му в полицейската работа, а фолклорно-легендарните мотиви – от образованието му като филолог, което засяга фолклора и антропологията. Интересна е обаче друга страна в книгите му – историческата. Макар и на ниво мит и легенда, Русев работи с реални исторически факти и данни, някои от които са общоприети, а други – спорни и недоказани, но определено съществуващи като информация и възгледи.

## Произведения
- „Рицари и вълци“ (2011)
- „Котка на фона на свастика“ (2012)
- „Медальонът – между Орфей и Иисус“ (2012)
- „Могилата“ (2013)
- „Знаците“ (2014)